# Pterolophia raffrayi
Pterolophia raffrayi là một loài bọ cánh cứng trong họ Cerambycidae.